# Olkhon
Olkhon (russisk: Ольхо́н) er en 730 km² stor ø i Bajkalsøen i Sibirien, Rusland. Det er den tredjestørste ø i en sø i verden kun overgået af Manitoulin Island i Lake Huron og den kunstige ø René-Levasseur Island i kratersøen Manicouagan Reservoir, begge i Canada.
Øen er 72 km lang og 15 km bred. Der er omkring 1.500 indbyggere på øen (2003). Hovederhvervene er fiskeri og kvæghold. Den oprindelige befolkning er burjatere.
Klimaet på Olkhon er meget tørt med kun omkring 240 mm nedbør om året.
Den største by er Khusjir (russisk: Хужир) som ligger på øens vestside. Byen havde 1.251 indbyggere i 2010.